# 孙埠镇
孙埠镇，是中华人民共和国安徽省宣城市宣州区下辖的一个乡镇级行政单位。

## 行政区划
孙埠镇下辖以下地区：
孙埠社区、合义村、建国村、西马村、正兴村、玉粒村、三里村、刘村和张桥村。